# Gestreepte schildpadtor
De gestreepte schildpadtor (Cassida nobilis) is een keversoort uit de familie bladkevers (Chrysomelidae). De wetenschappelijke naam van de soort werd in 1758 gepubliceerd door Carl Linnaeus.